# Las edades de Lulú (novela)
Las edades de Lulú (1989) es una novela erótica de la escritora española Almudena Grandes. Fue llevada al cine por Bigas Luna en un film de 1990. Fue incluida en la lista de las 100 mejores novelas en español del siglo XX del periódico español El Mundo.

## Sinopsis
Lulú, la protagonista, es al comienzo de la obra una joven de quince años carente de afecto que siente atracción por Pablo, un profesor de universidad, amigo de su hermano. Después de su primera experiencia sexual, Lulú alimenta durante años fantasías sobre aquel hombre que acaba por aceptar como permanente el juego amoroso de ella. La pareja vive en un mundo de experimentación, fantasía y acuerdos privados hasta que Lulú se ve traicionada cuando su pareja la involucra en una situación donde termina teniendo sexo con su propio hermano, el cual siempre fantaseó con ella. Lulú, ahora mujer de treinta años, decide buscar nuevas experiencias fuera de ese entorno seguro, lo que la involucrará en relaciones diversas de sexo de pareja, tríos, personas transexuales y orgías.

## Recepción
Tuvo un gran éxito y ha sido traducida a más de 19 idiomas. Además ganó el XI Premio La Sonrisa Vertical concedido por la editorial Tusquets. 
El director Bigas Luna dirigió en 1990 una película con el mismo título, basada en la novela homónima, cuyos intérpretes principales son Francesca Neri, Óscar Ladoire, María Barranco y Javier Bardem.